# Gail Greenwood
Gail Greenwood (10 de janeiro de 1960) é uma baixista e guitarrista estadunidense. Notável pela sua contribuição nas bandas Belly e L7.
Tendo inicialmente aprendido a tocar trompa, Greenwood mudou para guitarra após o ensino médio. Sua primeira banda, o Dames, ganhou o WBRU Rocha Hunt em 1986. Mais tarde, Greenwood se tornou integrante da banda de Providence, conhecido como Boneyard, que abriu para o Goo Goo Dolls e Social Distortion. Em 1993 ela e  foi convida para integrar a banda Belly, Greenwood assumiu o baixo. Aparecendo no segundo álbum da banda Star e na capa da revista Rolling Stone. Donelly saiu da banda em 1996 e assumiu o baixo na banda L7, no qual permaneceu no grupo por três anos. Em 2001, Greenwood foi colocada para tocar baixo, em apoio na turnê da cantora canadense de pop punk Bif Naked.
Greenwood e seu parceiro, o cantor e baixista Chil Mott, continuaram tocando na banda Benny Sizzler, formada em 2003. Outros integrantes da banda são o guitarrista Mark Tomis e o baterista Slim Jim Colleran. Além disso a banda já inclui o baterista Tom Berglund, o falecido guitarrista e vocalista Gene Severens (que havia tocado com Greenwood no Boneyard) e o guitarrista Terry Linehan (um guitarrista de apoio do Green Day). Greenwood e Mott permaneceram ativo no ativismo antidesmatamento, promovendo a continuação dos espaços abertos, desenvolvimento responsável e fazendo lobby para a conservação da terra em face da enorme pressão das corporações de grandes empresas, como Wal-Mart.
Ela tornou-se vegetariana aos quatorze anos. É adepta da prática conhecida como Straight edge.